# Cohab (Recife)
COHAB é um bairro da zona sul do Recife, pertencente a RPA 6, que faz limite com o Ibura (ao leste), o Jordão (a sudeste), o Barro (ao norte) e ao município de Jaboatão dos Guararapes (ao sul e ao oeste), com os bairros da UR-6, UR-11, Zumbi do Pacheco, Alto Dois Carneiros, Dois Carneiros e Sucupira.
O bairro da COHAB é composto pelas seguintes localidades: UR-1, UR-2, UR-3, UR-4, UR-5, UR-10,UR-12, Lagoa Encantada, Vila das Aeromoças, Vila das Crianças, Pantanal, 27 de Novembro, Três Carneiros, Jardim Monte Verde e apenas uma pequena parte da Vila dos Milagres, mais precisamente a parte que fica entre a UR-3 e a BR-101 Sul. Portanto, a maior parte da comunidade Vila dos Milagres (nas proximidades da água milagrosa) pertence, na realidade, ao bairro do Barro, zona oeste do Recife.
A BR-101 Sul é a fronteira entre a Cohab e o Ibura e entre a COHAB e o Jordão. Até o ano de 1988 a área que hoje é a COHAB fazia parte do Ibura, mais precisamente do chamado Ibura de Cima. Porém, uma lei municipal desse mesmo ano (1988) promoveu algumas mudanças em bairros do Recife e uma dessas mudanças foi o desmembramento do Ibura de Baixo do Ibura de Cima, onde este último deu origem ao bairro da Cohab. Portanto, hoje a COHAB é um bairro independente do Ibura, que faz fronteira com o Município de Jaboatão dos Guararapes.
Atualmente as unidades residenciais - como são chamados os bairros do COHAB - são vizinhos, no entanto, separados pela rodovia BR-101 Sul. Dentre as unidades residenciais destaca-se a UR-1(UR = Unidade Residencial), que é a primeira vila da antiga COHAB (Companhia de Habitação do Brasil) construída no país, entre os anos 1950 e 1960, onde está situado a Policlínica de saúde, serviço este muito utilizado pela população.

## Nome
O nome COHAB provém de Companhia de Habitação Popular, entidade voltada para incrementar habitação popular que se distribui por todo o território nacional, com administrações regionais estaduais e municipais.
Unidade residencial é uma denominação comum para loteamento, condomínio residencial, parque residencial, jardim residencial, vila, localidade, quilombo, cohab, desmembramento, planta, etc; de modo que um conjunto de unidades residenciais forma uma unidade de vizinhança e não importam os seus limites (se tiver) e sua colocação dentro das divisas oficiais de um município, mas sim, sua existência em si. A COHAB pode ser designada também como um conjunto habitacional financiado pelo governo brasileiro para a população de baixa renda.
Se dentro de uma unidade residencial surgir outra, não se diz que essa unidade residencial faz parte daquela, mas sim que passou a existir uma nova unidade residencial. Portanto, uma unidade residencial não tem subdivisões.
Unidade residencial pode também significar 1 residência (casa) dependendo do contexto em que está inserida. Deste modo, houve uma incorporação de novas vilas que surgiram a partir dos anos 80 e 90 aos arredores das unidades habitacionais da COHAB. Nas vilas que surgiram, as casas não seguem o mesmo padrão de construção das unidades e não possuem acesso aos serviços de saúde, educação, transporte público, saneamento, esgotamento sanitário, iluminação e asfalto que as demais unidades residenciais. O comércio é pouco desenvolvido e há uma imensa demanda por serviços públicos e privados, tais como bancos, correios, cartórios e outros, de modo semelhante as unidades residencial.
Em períodos de chuva, algumas unidades residenciais e as vilas são prejudicadas por problemas de infraestrutura e construções irregulares nas unidades residenciais e as vilas ao entorno das unidades, além das questões ambientais e de saneamento básico.

## Quarteirão
É a quarta parte de 100 e um conjunto de casas formando um quadrado e limitado por quatro ruas.
A quadra ou o quarteirão é a menor área do espaço urbano delimitada por ruas, rios ou avenidas, caracterizando a unidade básica de formação destes espaços que costumam medir 10.000 metros quadrados (100 metros em cada lado).
O tipo de empreendimento a ser implementando no centro do quarteirão geralmente é decidido pela comunidade local. Exemplos de uso da quadra são: quadras esportivas ou poliesportivas, praças com brinquedos, bancos e arborização, um jardim com diversidade de espécies de flores, uma pista de corridas ou uma área para atividades culturais, artísticas ou religiosas.

## História
O que se conhece atualmente como COHAB foi fundada por antigos moradores que viviam em uma área em torno de um açude natural, que hoje é de proteção ambiental. A vila em torno do açude se mantém até hoje, seguindo o modelo do período colonial inspirado em ruas de Belém em Lisboa e de Aveiro na Região Centro de Portugal, conforme o Plano Diretor (PD) da vila da COHAB.
No Período Republicano houve a conexão da vila com a rodovia que conhecemos atualmente como a BR-101, período marcado pelo surgimento de fábricas, que durante o Estado Novo se tornaram indústrias de grande porte nas proximidades de Prazeres, no município de Jaboatão dos Guararapes, construção do viaduto na BR-101 cortando o Ibura de baixo na Av. Dois Rios, surgimento dos primeiros veículos e transportes públicos e a instauração do Serviço Social da Indústria, o SESI. E, ainda, a construção de um canal na Lagoa Encantada e a chegada da luz elétrica nas residências.
No governo Juscelino Kubitschek houve uma tentativa de se estabelecer uma conexão com o Aeroporto Internacional dos Guararapes e com o ginásio Geraldão por meio das ondas do rádio e do transporte público.
A expansão das primeiras vilas se deu com a criação das políticas federais de habitação durante os governos federais do período de 1964/1998 período este marcado por disputas em torno de uma definição da Política Monetária Nacional, tendo sido estas fundamentadas no Sistema Financeiro de Habitação (SFH) e justificadas pelo crescimento explosivo da demanda por habitação urbana, em um panorama econômico hostil ao investimento na área, sendo marcado por forte aceleração inflacionária, taxas de juros nominais fixas e leis populistas no mercado de aluguéis, que acabou por gerar um déficit habitacional estimado em oito milhões de habitações.
Neste cenário se criou naquela área um projeto para a urbanização em larga escala, composto por unidades residenciais em torno de quarteirões transformados em quadras esportivas ou parques.
As fontes de recursos do órgão financiador das habitações, o SFH, eram basicamente: 1) a arrecadação do Sistema Brasileiro de Poupança e Empréstimos (SBPE) e, a partir de 1967, 2) do Fundo de Garantia por tempo de serviço (FGTS), gerado a partir de contribuições compulsórias dos trabalhadores empregados no setor formal da economia.
O órgão central do SFH era o Banco Nacional de Habitação (BNH), responsável pelo gerenciamento do FGTS, pela normatização e fiscalização da aplicação dos recursos das cadernetas de poupança, e pela definição das condições de financiamento das moradias para os consumidores finais.
De acordo com Azevedo (1988) os principais responsáveis pela construção destas unidades eram as Companhias de Habitação (COHAB), ou seja, empresas mistas sob o controle acionário dos governos estaduais e municipais.
Com está política, uma parcela significativa da população passou a ter suas moradias próprias, sendo estas organizadas por meio das unidades residenciais. Nas gestões dos governos estaduais e municipais, a população passou a ter direito aos serviços básicos como educação, asfalto, saúde, policiamento e saneamento básico, mas de um modo geral foram poucos e tímidos os avanços.
Um fato importante na história da COHAB é o seu desmembramento do Ibura, se tornando um bairro próprio com características únicas e especiais, e com o aumento populacional e de poder de compra significativo, muitas pessoas passaram a pertencer a grupos de classes sociais baseadas no IDH (Índice do Desenvolvimento Humano) e pelo potencial de consumo. E por fim, com as políticas de distribuição renda, muitos moradores do COHAB passaram a fazer parte do Cadastro Único e se tornaram beneficiários de várias políticas assistencialistas e de redução de taxas sob veículos, como o IPVA.

## Dados Demográficos
Localização: RPA: 6, Microrregião: 6.3, Distância do Marco Zero (km)1 :10,92
Área Territorial  (hectare): 426 
População Residente: 67.284 habitantes
| População por sexo |        | %     |
| Masculina          | 31.584 | 46,94 |
| Feminina           | 35.699 | 53,06 |

| População por faixa etária | hab    | %     |
| 0 – 4 anos                 | 4.607  | 6,7   |
| 5 – 14 anos                | 11.271 | 16,75 |
| 15 – 17 anos               | 3.599  | 5,35  |
| 18 – 24 anos               | 8.458  | 12,57 |
| 25 – 59 anos               | 32.726 | 48,64 |
| 60 anos e mais             | 6.722  | 9,99  |

| População por cor ou raça | %     |
| Branca                    | 32,17 |
| Preta                     | 8,49  |
| Parda                     | 58,19 |
| Amarela                   | 0,96  |
| Indígena                  | 0,19  |

Taxa de Alfabetização da População de 10 anos e mais (%): 92,6
Taxa Média Geométrica de Crescimento Anual da População (2000/2010): -0,27 %
Densidade Demográfica (habitante/hectare): 157,97
Domicílios (nº): 19,534
- Média de moradores por domicilio (habitante/domicílio): 3,4
- Proporção de Mulheres Responsáveis pelo Domicílio: 45,03
- Valor do Rendimento Nominal Médio Mensal dos Domicílios[Nota 5]: R$ 1.182,43.
- Domicílios Particulares Permanentes: 20.791[4]
- População Residente: 67.283
- População Homens: 31.584
- População Mulheres: 35.699
- Razão de Dependência Jovens: 33.6%
- Razão de Dependência Idosos: 9.6%
- Razão de Dependência Total: 43.2%
- Índice de Envelhecimento: 28.7%
- Razão de Masculino x Feminino: 88.5%
- Razão Crianças-Mulheres: 25.3%
- Média de moradores por Domicílios: 3.4
- Proporção de domicílios ocupados: 94%
- Proporção de domicílios não ocupados: 6%

## Características das unidades residenciais

### UR-5
O modelo desta unidade foi inspirada em uma vila Portuguesa situada em Belém, Lisboa Portugal especificamente na R.5, se caracterizando por ser um bairro residencial e também comercial que surgiu para garantir o sustento dos habitantes.
As residências são de arquitetura do período colonial com traços quinhentistas e barrocos, semelhantes, mas não idênticas como as que podem ser encontradas no bairro de Belém. É cortada por um fio de água (lençol freático), localizado entre as ruas Francisco Vitoriano e Vale do Cariri e termina em Jaboatão dos Guararapes em uma área de proteção ambiental.
No quesito educação, a UR-5 possui quatro escolas públicas, as principais delas são: Escola Municipal Vila Sésamo, Escola Cicero Franklin Cordeiro e Escola Municipal Artista Plástico Cícero Dias, Escola Municipal UR-5 e cerca de sete escolas particulares, sendo as principais: Colégio Movimento Criativo, Centro Educacional Singular e Colégio Futuro Cidadão e uma creche criada em 2015, batizada de Creche Escola Recife Governador Eduardo Campos.
A UR-5 possui dois supermercados, clínicas particulares, barbearias, academia de ginástica, farmácias, armazém de construção, um número considerável de restaurantes, pizzarias, padarias, lanchonetes e bares, lojas de utensílios domésticos e roupas, e principalmente igrejas protestantes e neopentecostais. Possui duas quadras poliesportivas (uma delas de basquetebol) e quadra Antônio Barbosa de Lima e duas praças para lazer e brincadeiras infantis.
A UR-5 conta com uma unidade de saúde da família que atende aos habitantes da UR-4 e UR-5 e dois terminais de ônibus, o mais antigo situado na Marechal Taumaturgo, com a linha UR-5 Tancredo Neves com sentido ao centro do Recife e ao Aeroporto Internacional dos Guararapes e o outro situado no Vale do Itajaí que atende as linhas Zumbi do Pacheco e UR-5, com sentido a estação de metrô e integração do Barro.
Sobre às repartições públicas ou serviços públicos ou privados, a agência dos correios foi desativada e não possui nenhuma agência bancária, deste modo os cidadãos utilizam-se apenas das casas lotéricas que tentam suprir as demandas por serviços de retirada de dinheiro e contas à pagar. Não possui um cartório ou delegacia civil, militar ou especializada. Sendo algumas destas reivindicações históricas dos moradores. As residências e comércios em torno do fio de água são pontos polêmicos entre os moradores devido a poluição, entretanto, a solução mais viável seria a da padronização das lojas comerciais, das residências e a manutenção frequente do fio de água para evitar contaminação, insetos e doenças para os moradores.
A UR-5 dispõe de uma boa infraestrutura física, possuí ruas asfaltadas e serviço de saneamento básico regular, além de demais serviços como o fornecimento de internet e telefonia fixa. Há uma demanda crescente por serviços de televisão por assinatura e de streaming. Uma característica do comércio da unidade é um número diversificado de lojas de roupas, brinquedos e salões de beleza.

### UR-10
O principal acesso a UR-10 é através da BR-101(também chamada de Rodovia Governador Mário Covas) com entrada pela Avenida Expedicionário Francisco Vitoriano. Faz limites com a UR-5 e UR-6 com o seu final em Jaboatão dos Guararapes. Os principais pontos de referência são a Igreja Pentecostal Monte das Oliveiras, na rua Monte Alegre, a Creche Municipal, a unidade da Compesa, a Unidade de Saúde Básica Ilda Rodrigues da Silva, que passou por uma reforma nos últimos anos, o Terminal de ônibus da UR-10 e a Escola Municipal Maria Adelaide Barros. As principais ruas são a José de Melo, a Monte Alegre e a Jornalista José de Sá.
O comércio da unidade e bem diversificado e busca atender a população, possui mercadinhos, padarias, gráficas, armazéns de construção, farmácias, gráficas e demais serviços básicos.
A economia da população baseada nos comércios, no trabalho assalariado, trabalhos informais, autônomos, assistência, programas e previdência social (INSS).
No quesito educação se destacam, a Escola Municipal Maria Adelaide de Barros, localizada na rua Alto do Erval Novo, que possui 34 funcionários e 300 alunos matriculados segundo os dados do Educacenso 2018. e a Creche Municipal de Educação Infantil do Ibura, conhecida como a Creche Tio Zé localizada em Expedicionário Francisco Vitoriano que atendem a 175 crianças segundo os dados do Educacenso 2018.
No quesito saúde, a população é atendida pela Unidade de Saúde Básica Ilda Rodrigues da Silva, e que nos casos de emergência se dirige a Policlínica e Maternidade Professor Arnaldo Marques no Ibura de Baixo.
Sobre transportes, esta unidade é atendida por uma linha de ônibus com sentido a recife, UR-10 TI Tranquedo Neves com acesso a outras RMEs do Recife e conexão com outros municípios como Olinda e Paulista. As ruas desta unidade não permitem veículos de grande porte.
A religião predominante é a protestante pentecostal ou neopentecostal, que se expressa nas Igrejas Batista em Dois Rios, Assembleia de Deus e Igreja Pentecostal Monte das Oliveiras e algumas igrejas independentes composta principalmente por mulheres e jovens.
As principais demandas da população, são por serviços bancários, como um caixa 24 horas, de um cartório ou um tabelionato, maior diversidade de comércio, um posto policial, melhoria na infraestrutura, esgoto e asfaltamento das ruas, e principalmente, atividades de esporte, lazer e cultura, como a construção de quadras esportivas, bibliotecas, espaço para idosos, recreação, centros culturais, de arte e de atividades criativas para jovens e adolescentes. A UR-10 se caracteriza por ser uma área de morro, que se caracteriza por ser um acidente geográfico, formado através de pequenas elevações de terreno com declive suave.
As construções da unidade são simples, não possuem um padrão fixo, sendo estas de concreto e adaptadas a uma área de com relevo acidentado, que não se caracteriza como sendo uma área de risco. Não houve casos de enchentes, apenas na Avenida Francisco Vitoriano, mas há problemas como os de mosquitos transmissores de doenças por causa do esgoto ao céu aberto. As condições das moradias podem ser consideradas razoáveis, mas compatíveis com renda, escolaridade e acesso a cultura da população.
Atualmente, muitos jovens da unidade já tem ou tiveram acesso ao ensino superior, houve uma redução na taxa de natalidade, muitos trabalhadores estão aposentados, a expectativa de vida aumentou e o poder aquisitivo também. Há muitos problemas históricos, pouca representatividade na política e na esfera pública, mas o surgimento de algumas iniciativas sociais como o F.A.S (Família em Ação Social) e atividades coordenadas pelas igrejas, que possui uma liderança jovem, atuante, disposta e com muito potencial.

## Geografia
Em andamento.

## Vegetação
Em andamento.

## Clima
Em andamento.

## Fauna e Flora
Em andamento.

## Economia
Em andamento.

## Educação
Em andamento.

## Saúde
Em andamento.

## Política
Em andamento.

## Cultura
Em andamento.

## Mídia
Em andamento.

## Esportes
Em andamento.

## Personalidades históricas e ilustres
Em andamento.